# Problema podului Thor
Problema podului Thor (în engleză The Problem of Thor Bridge) este una dintre cele 56 povestiri scurte cu Sherlock Holmes ale lui Sir Arthur Conan Doyle și a doua povestire din volumul Arhiva lui Sherlock Holmes.
Ea a fost publicată în anul 1922 în revistele Strand Magazine (februarie - martie) - ilustrată de Alfred Gilbert- și Hearst's International Magazine, apoi în volumul "Arhiva lui Sherlock Holmes" (în engleză The Case-Book of Sherlock Holmes) editat în 1927 de John Murray din Anglia.

## Rezumat
Neil Gibson, "regele aurului" și fost senator al "unor state din Vest", îl solicită pe Holmes pentru a investiga uciderea soției sale, Maria, cu scopul de a o disculpa de acuzația de crimă pe guvernanta copiilor săi, Grace Dunbar. La scurtă vreme, reiese că mariajul domnului Gibson era nefericit - el își trata soția cu cruzime. El se îndrăgostise de ea, pe când se afla în căutare de aur în Brazilia, dar și-a dat seama în curând că nu aveau nimic în comun. El a devenit atras de domnișoara Dunbar; din moment ce nu se putea însura cu ea, el a încercat să o mulțumească în alte moduri, încercând să-i ajute pe oamenii mai puțin norocoși decât el-însuși.
Maria Gibson a fost găsită într-o baltă de sânge pe podul Thor având în cap un glonte și în mână un bilet de la guvernantă, în care acesta din urmă își exprima acordul pentru a se întâlni pe pod cu stăpâna casei. Un revolver cu care se trăsese recent un foc de armă a fost găsit în dulapul domnișoarei Dunbar. Holmes este de acord să analizeze cazul în ciuda dovezilor incriminatorii.

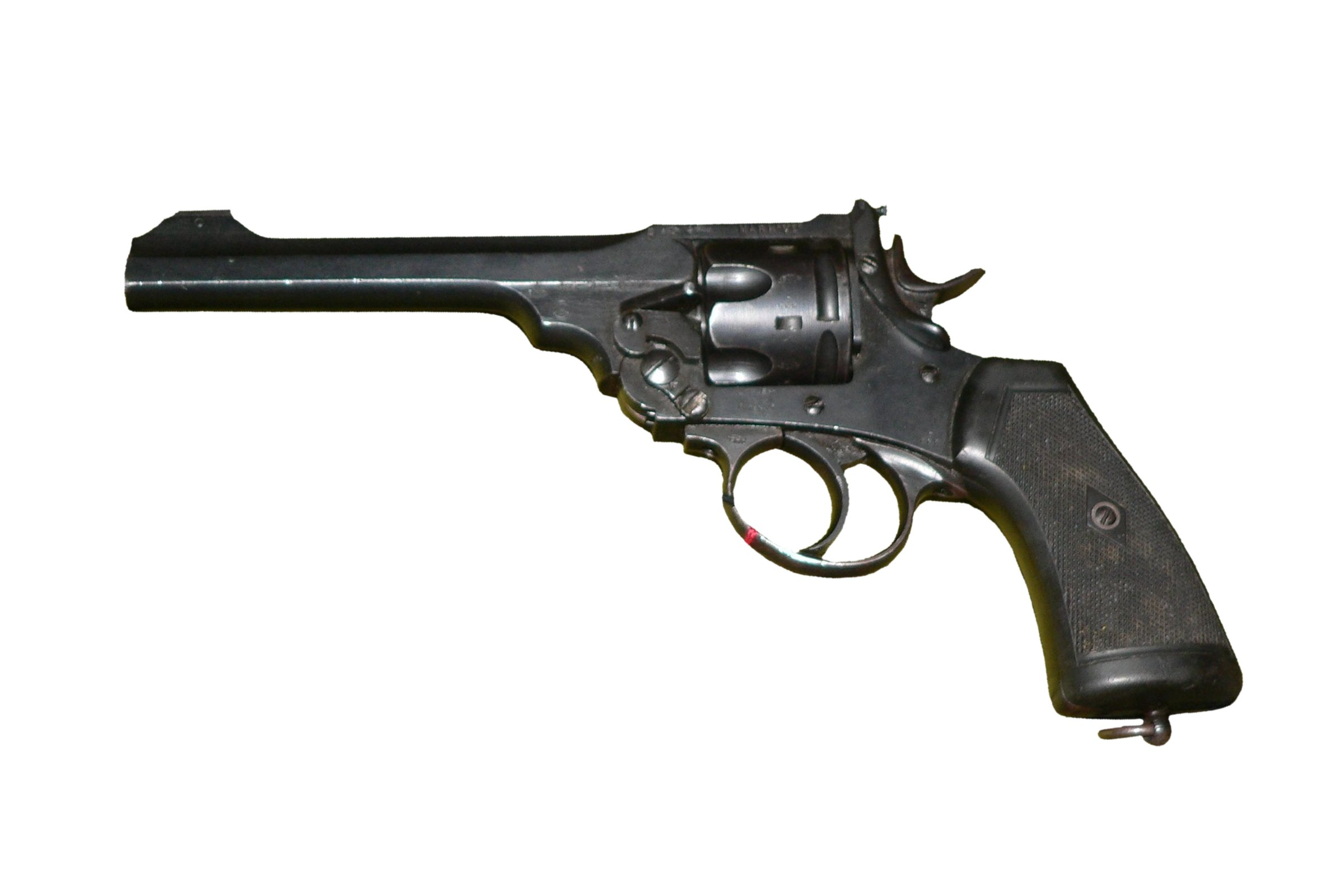
Un revolver Webley Mk VI .455 posibil a fi folosit de Watson

De la început, Holmes observă unele lucruri ciudate referitoare la acest caz. Una dintre ciudățenii este prezența revolverului în dulapul domnișoarei Dunbar, acesta părând a fi pus intenționat pentru a o incrimina. De asemenea, nu poate fi înțeles motivul pentru care doamna Gibson strângea în mână biletul primit de la domnișoara Dunbar. Detectivul observă o ciobitură recentă pe partea inferioară a balustradei podului, a cărei origine nu poate fi intuită. În plus, revolverul găsit în dulapul guvernantei făcea parte dintr-un set de două arme identice aparținând domnului Gibson, dar cu toate eforturile polițiștilor cel de-al doilea revolver nu a fost găsit.
Holmes își folosește puterile de deducție pentru a rezolva misterul și demonstrează, folosind revolverul lui Watson, cum a fost săvârșită crima; doamna Gibson, indignată și geloasă pe relația domnișoarei Dunbar cu soțul ei (pe care nu o putea înțelege), a decis să se sinucidă și să o învinuiască de crimă pe rivala ei. După ce a aranjat o întâlnire cu domnișoara Dunbar, cerându-i să-i lase un bilet cu răspunsul său, doamna Gibson a legat un revolver cu o bucată de sfoară o piatră grea pe care a atârnat-o peste parapetul podului, s-a împușcat, iar piatra a tras revolverul peste marginea podului în heleșteu, ciobind parapetul la partea inferioară; revolverul găsit în dulapul domnișoarei Dunbar era perechea celui cu care s-a sinucis doamna Gibson. Înante de întâlnire, soția milionarului a tras un foc cu acel pistol în pădure și apoi l-a plasat în dulapul guvernantei, pentru a o incrimina pe aceasta. Holmes face o reconstituire a sinuciderii cu revolverul lui Watson, iar pistolul produce în cădere o ciobitură pe parapetul podului, asemănătoarea cu ciobitura observată inițial de detectiv. Revolverul cu care s-a sinucis doamna Gibson este găsit în heleșteu, alături de pistolul doctorului Watson.

## Personaje
- Sherlock Holmes
- doctorul Watson
- Neil Gibson - "regele aurului" și fost senator al "unor state din Vest"
- Maria Gibson - soția lui Neil Gibson, originară din Brazilia
- Grace Dunbar - guvernanta copiilor familiei Gibson
- Marlow Bates - administratorul moșiei lui Gibson din Hampshire
- Joyce Cummings - avocatul lui Grace Dunbar
- Coventry - polițist din Hampshire

## Referiri la alte anchete
Povestirea este remarcabilă și pentru faptul că face trimitere la un cufăr păstrat în seifurile băncii Cox and Co. din Charing Cross, în care dr. Watson își păstra notițele referitoare la cazurile cercetate de Holmes, printre care se aflau referiri la unele cazuri soldate cu eșecuri sau fără nicio explicație. 
Printre cazurile nedezlegate de Holmes, dr. Watson menționează trei cazuri mai deosebite și anume:
- cazul dispariției lui James Phillimore. După cuvintele doctorului: "Printre aceste cazuri nefinalizate este cea a domnului James Phillimore, care, întorcându-se acasă pentru a-și lua umbrela, nu a mai fost văzut niciodată în această lume". Soarta necunoscută a lui Phillimore a fost subiect pentru alte povestiri, printre care: The Adventure of the Highgate Miracle de Adrian Conan Doyle și John Dickson Carr; "The Enigma of the Warwickshire Vortex" de F. Gwynplaine MacIntyre; un episod al seriei italiene de cărți de benzi desenate Storie di Altrove; și adaptarea lui Bert Coules pentru BBC Radio The Singular Inheritance of Miss Gloria Wilson din The Further Adventures of Sherlock Holmes.
- cazul dispariției cuterului "Alicia" care "într-o dimineață de primăvară a intrat într-un nor de ceață din care n-a mai ieșit niciodată și nici nu s-a mai auzit niciodată de ea sau de echipajul ei"'.
- cazul lui Isadora Persano, "binecunoscutul jurnalist și duelist, care a fost găsit uitându-se înnebunit la o cutie de chibrituri care conținea un vierme remarcabil necunoscut științei".

## Legături cu evenimente reale
În 2004 s-a afirmat că soluția povestirii poate explica moartea misterioasă a lui Richard Lancelyn Green, unul dintre cei mai cunoscuți experți în Sherlock Holmes, care a fost găsit asfixiat mortal la scurtă vreme după ce manuscrisele redescoperite ale lui Conan Doyle au fost scoase la licitație.
Potrivit lui David Stuart Davies, sursa de inspirație pentru Problema podului Thor este un caz real petrecut în Germania, pe care editorul revistei Strand Magazine l-a adus în atenția lui Conan Doyle.

## Adaptări cinematografice
Această povestire a servit ca sursă de inspirație pentru al 36-lea film cu Sherlock Holmes (filmat în 1923) din seria de filme mute cu Eille Norwood.
Povestirea "Problema podului Thor" a fost adaptată în 1968 pentru un episod (episodul 21) al serialului TV Sherlock Holmes (realizat de BBC) cu actorii Peter Cushing și Nigel Stock. 
Filmul The Private Life of Sherlock Holmes (1970), regizat de Billy Wilder după un scenariu scris de Wilder și I.A.L. Diamond, folosește în secvența de început un montaj de scene în care obiecte caracteristice ale lui Holmes (lupă de mărire, pipă, seringă) sunt scoase unul câte unul din cufărul aflat la banca Cox and Co. din Charing Cross și aduse înaintea camerei de filmat pe muzica lui Miklos Rozsa, inclusiv un solo de vioară pe fundal. Vocea naratoare a dr. Watson (interpretat de Colin Blakely) realizează o paralelă cu începutul povestirii "Problema podului Thor".
Episodul din 1991 al serialului TV Sherlock Holmes cu actorii Jeremy Brett și Edward Hardwicke  a respectat originalul, cu excepția faptului că după ce a fost refuzat de Holmes, Gibson nu se mai întoarce pentru a-l ruga pe detectiv să preia cazul, ci Holmes îl caută pe milionarul american pentru a insista să-i permită să investigheze cazul. De asemenea, Holmes găsește soluția după ce Watson face o observație că e posibil ca Gibson să-și fi ucis soția, incriminând-o apoi pe domnișoara Dunbar.

## Traduceri în limba română
- Misterul podului din Thor - în volumul "Vampirul din Sussex" (Ed. Vremea SC, București, 1992), traducere de Daniela Caraman-Fotea
- Problema podului Thor - în volumul "Aventurile lui Sherlock Holmes. Vol IV" (Colecția Adevărul, București, 2010), traducere de Alina Claudia Begu
- Problema podului Thor - în volumul "Aventurile lui Sherlock Holmes. Vol. IV" (Colecția Adevărul, București, 2011) - traducere de Alina Claudia Begu